# نيف تشارلز
نيف لويز تشارلز (مواليد 21 يونيو 1999) لاعبة كرة قدم إنجليزية محترفة، تلعب في مركز دفاع والظهير الأيسر مع نادي تشيلسي للسيدات ومنتخب إنجلترا لكرة القدم للسيدات، بدأت مسيرتها الكروية مع نادي ليفربول للسيدات، وقّعت عقدًا مع تشيلسي في عام 2020، حيث فازت خمس مرات بدوري السوبر الإنجليزي للسيدات، وأربع مرات بكأس الاتحاد الإنجليزي للسيدات، ومرتين بكأس الدوري الإنجليزي للسيدات، وحلّت وصيفة في دوري أبطال أوروبا للسيدات. مثّلت منتخب إنجلترا في مختلف الفئات العمرية، من منتخب إنجلترا لكرة القدم تحت 17 عامًا إلى منتخب إنجلترا لكرة القدم تحت 20 عامًا، وظهرت لأول مرة مع منتخب إنجلترا لكرة القدم للسيدات عام 2021. فازت مع المنتخب مرتين بكأس أرنولد كلارك، وحلّت وصيفة كأس العالم للسيدات أمام منتخب إسبانيا وحصلت على الميدالية الفضية في نهائي كأس العالم للسيدات 2023.

## نشأتها
نشأت تشارلز في شبه جزيرة ويرال بمقاطعة ميرسيسايد، وقضت مسيرتها الكروية مع فريق ويست كيربي واسبس. تألقت في اللعب مع فرق الشباب حتى سن الرابعة عشرة، حيث كانت اللاعبة الوحيدة على أرض الملعب. بعد فترة تجريبية انضمت إلى فريق نادي ليفربول للسيدات، الذي اختارته على منافسيه إيفرتون.

## المسيرة الكروية

### ليفربول
بعد تألقها في أكاديمية النادي، شاركت تشارلز لأول مرة مع الفريق الأول في أبريل 2016 في مباراة تعادل ضد نادي سندرلاند للسيدات. بعد موسمها الممتاز في الدوري السوبر للسيدات 2016 مع ليفربول ومنتخب إنجلترا تحت 17 عامًا، تم ترشيحها لجائزة النجمة الصاعدة للسيدات في حفل توزيع جوائز كرة القدم في الشمال الغربي.

### تشيلسي
بعد هبوط ليفربول في نهاية موسم 2019-20، انضمت تشارلز إلى نادي تشيلسي للسيدات. ورغم أنها كانت مهاجمة في شبابها وأيام ليفربول، إلا أن مدربة تشيلسي إيما هايز استخدمتها كظهير أو جناح على أي من الجناحين. فازت بالثلاثية في موسمها الأول، وكانت أيضًا أصغر لاعبة أساسية في أي من الفريقين في نهائي دوري أبطال أوروبا للسيدات 2021، حيث خسر تشيلسي أمام نادي برشلونة للسيدات.
فازت تشارلز بالثنائية مع تشيلسي في الموسم التالي، وللمرة الثالثة في موسم 2022-23، وتبع ذلك فوزها باللقب الرابع على التوالي في موسم 2023-24، حيث اختيرت أيضًا ضمن فريق العام في دوري السوبر للسيدات. عانت من خلع في الكتف في مباراة ودية قبل الموسم ضد فينورد، مما أدى إلى تأخير ظهورها التنافسي الأول تحت قيادة المدربة الجديدة سونيا بومباستور حتى ديسمبر 2024. تحت قيادة بومباستور، ظل تشيلسي بلا هزيمة محليًا طوال الموسم، وحقق الثلاثية الثانية في أربع سنوات بفوزه في نهائي كأس الاتحاد الإنجليزي للسيدات 2025 على مانشستر يونايتد  للسيدات في 18 مايو 2025.

## مسيرتها الدولية

### منتخب إنجلترا للشباب
في مسيرتها مع الشباب، مثلت تشارلز إنجلترا في فئات منتخب إنجلترا تحت 17 سنة لكرة القدم للسيدات، ومنتخب إنجلترا تحت 19 سنة لكرة القدم للسيدات، ومنتخب إنجلترا لكرة القدم للسيدات تحت 20 عامًا. خلال تصفيات بطولة أوروبا للسيدات تحت 17 عامًا 2016، كانت تشارلز ثالث أفضل هدافة لمنتخب إنجلترا بستة أهداف. وتعادلت في الحذاء البرونزي في البطولة النهائية بأربعة أهداف، وسجلت هدفي الفوز 2-1 على منتخب النرويج تحت 17 سنة لكرة القدم للسيدات في مباراة تحديد المركز الثالث. فوز إنجلترا بالمركز الثالث كان سبب لتأهل المنتخب إلى كأس العالم للسيدات تحت 17 سنة لكرة القدم 2016، حيث شاركت تشارلز في جميع المباريات الأربع حيث خرجت إنجلترا من ربع النهائي أمام منتخب اليابان تحت 17 سنة لكرة القدم للسيدات.

### منتخب إنجلترا
ظهرت تشارلز لأول مرة مع المنتخب الأول في 9 أبريل 2021، كبديلة في الشوط الثاني عن اللاعبة أليكس غرينوود في مباراة ودية ضد فرنسا. في 27 مايو 2021، أُعلن عن اختيار تشارلز كواحدة من أربع لاعبات احتياطيات لفريق كرة القدم الأولمبي البريطاني في دورة الألعاب الأولمبية الصيفية 2020 في طوكيو، اليابان. بعد عام تم اختيارها ضمن تشكيلة ما قبل بطولة يورو 2022 على أرضها، لكنها أصبحت واحدة من ثلاث لاعبات غير محظوظات فشلن بصعوبة في التأهل إلى التشكيلة النهائية المكونة من 23 لاعبة. 
تحمل تشارلز الرقم 220 في تشكيلة إنجلترا. أعلن الاتحاد الإنجليزي لكرة القدم عن برنامج أرقام الإرث الخاص به لتكريم الذكرى الخمسين للمباراة الدولية الافتتاحية لمنتخب إنجلترا. في 31 مايو 2023، تم اختيار تشارلز ضمن تشكيلة كأس العالم للسيدات 2023. لعبت في مباراتين خلال البطولة، وشاركت في الفوز على منتخب الصين لكرة القدم للسيدات بنتيجة 6-1 في دور المجموعات، ودخلت كلاعبة بديلة في مباراة نصف النهائي ضد منتخب أستراليا لكرة القدم للسيدات. في 6 يونيو 2025، تم ضم تشارلز إلى تشكيلة منتخب إنجلترا في بطولة أمم أوروبا للسيدات 2025.

## الإنجازات
تشيلسي
- دوري السوبر للسيدات: 2020-21، 2021-22، 2022-23، 2023-24، 2024-25
- كأس الاتحاد الإنجليزي للسيدات: 2020-21، 2021-22، 2022-23، 2024-25
- كأس الدوري الإنجليزي للسيدات: 2020-21، 2024-25[13]
- وصيف دوري أبطال أوروبا للسيدات: 2020-21

إنجلترا
- وصيف كأس العالم للسيدات: 2023[14]
- نهائي كأس العالم للسيدات: 2023[15]
- كأس أرنولد كلارك: 2022،[16] 2023[17]

جوائز فردية
- فريق رابطة لاعبي كرة القدم المحترفين لدوري السوبر للسيدات السنة: 2023–24[18]